# Municipio de Florencio Villarreal
El municipio de Florencio Villarreal es uno de los 85 municipios del estado mexicano de Guerrero, su cabecera municipal es la localidad de Cruz Grande, la más poblada del municipio.

## Historia

### sigloXIX
Al decretar el general José Maria Morelos & Pavón, la creación de la provincia de Tecpan, el municipio de Florencio Villarreal quedó incluido en su jurisdicción, de igual forma fue absorbida por la Capitanía General del sur creada por Agustín de Iturbide en 1821.
Creado el estado de Guerrero, el 27 de octubre de 1849, el territorio de este municipio fue incorporado al municipio de Ayutla, posteriormente al de Copala, este mismo año Copala absorbió parte del sur de Ayutla y pasó su cabecera e Florencio Villarreal hasta el 29 de noviembre de 1890.

### sigloXX
El municipio no tuvo una gran participación en esta lucha pero fue escenario de luchas entre revolucionarios y vio el paso de varios generales.
Entre los primeros pobladores y fundadores de este municipio libre, se recuerda a los siguientes: Anacleto Manzo Luvio, quien fue el primer alcalde municipal, Sr. Jesús Mejía Pío, Sra. Guadalupe Torres, Sr. Teodoro.
Molina, la familia Lira y el Sr. Constancio Ventura, todos ellos de familias numerosas.

## Geografía
El municipio se localiza en la región de Costa Chica de Guerrero.

### Límites municipales
Tiene límites administrativos con los siguientes municipios y/o accidentes geográficos, según su ubicación:
| Noroeste: Tecoanapa | Norte: Ayutla de los Libres |                         |
| Oeste: San Marcos   |                             | Este: Cuautepec, Copala |
|                     | Sur: Océano Pacífico        |                         |

### Población
Según los censos de 2005 y 2010 del Inegi el municipio contaba con 18,713 y 20,175 habitantes respectivamente, de los cuales 9,967 son hombres y 10,208 son mujeres en 2010.
| Población de el Municipio de Florencio Villarreal |
|                                                   |
| Fuente:INEGI                                      |

### Localidades
En el censo de 2020 el municipio de Florencio Villarreal contaba con 47 localidades.
| Código INEGI      | Localidad         | Población (2020) |
| ----------------- | ----------------- | ---------------- |
| 120300001         | Cruz Grande       | 13 440           |
| Otras localidades | Otras localidades | 8 810            |
| Total municipal   | Total municipal   | 22 250           |

## Presidentes Municipales
Lista de Presidentes desde 1966.
| Período   | Presidente municipal          |
| 1966-1968 | Felipe M. Gatica              |
| 1969-1970 | Fernando Cañedo Mesino        |
| 1970-1971 | Aquilino Santos Calixto       |
| 1971-1974 | Austroberto Gallardo Mejia    |
| 1974-1977 | Florencio Felipe Solano       |
| 1977-1980 | Aquilino Santos Calixto       |
| 1980-1982 | Heriberto Carranza Gatica     |
| 1982-1983 | Antonio Gatica Gonzalez       |
| 1983-1986 | Mariano Calleja Soriano       |
| 1986-1989 | Arquimides Sánchez Flores     |
| 1989-1993 | Pedro Vargas Nava             |
| 1993-1996 | Rodolfo Piza Molina           |
| 1996-1999 | Vismar Molina Gutiérrez       |
| 1999-2002 | Alvis Gallardo Carmona        |
| 2002-2005 | Teodoro Luvio Bernal          |
| 2005-2008 | Margarito Genchi Casiano      |
| 2009-2012 | Fulgencio Garibo Onofre       |
| 2012-2015 | Ociel Hugar García Trujillo   |
| 2015-2018 | Emisel Liosol Molina González |
| 2018-2021 | Wilberth sait García Trujillo |
| 2021-2024 | Rodrigo Pavón Gallardo        |